# Clerget-Blin
Pour les articles homonymes, voir Clerget et Blin.
La Société Clerget-Blin et Cie est une entreprise industrielle française pionnière des moteurs d'avion fondée  en 1913 par Pierre Clerget et Eugène Blin. En difficulté financière à la sortie de la Première Guerre mondiale, l'entreprise est déclarée en faillite en septembre 1920

## Historique
La Société Clerget-Blin et Cie est fondée en 1913 par Pierre Clerget et Eugène Blin. 
Proche de la faillite, Blin se suicide en 1920. La firme disparaît au lendemain de la Première Guerre mondiale, et Pierre Clerget entre comme ingénieur au Service technique de l'aéronautique (STAé), où il se spécialise dans l’étude de moteurs Diesel.
Le service de Clerget est absorbé en 1939 par le groupe GEHL (Groupe d'étude des moteurs à huile lourde) puis par la Snecma en 1947.

## Production

### Moteurs rotatifs

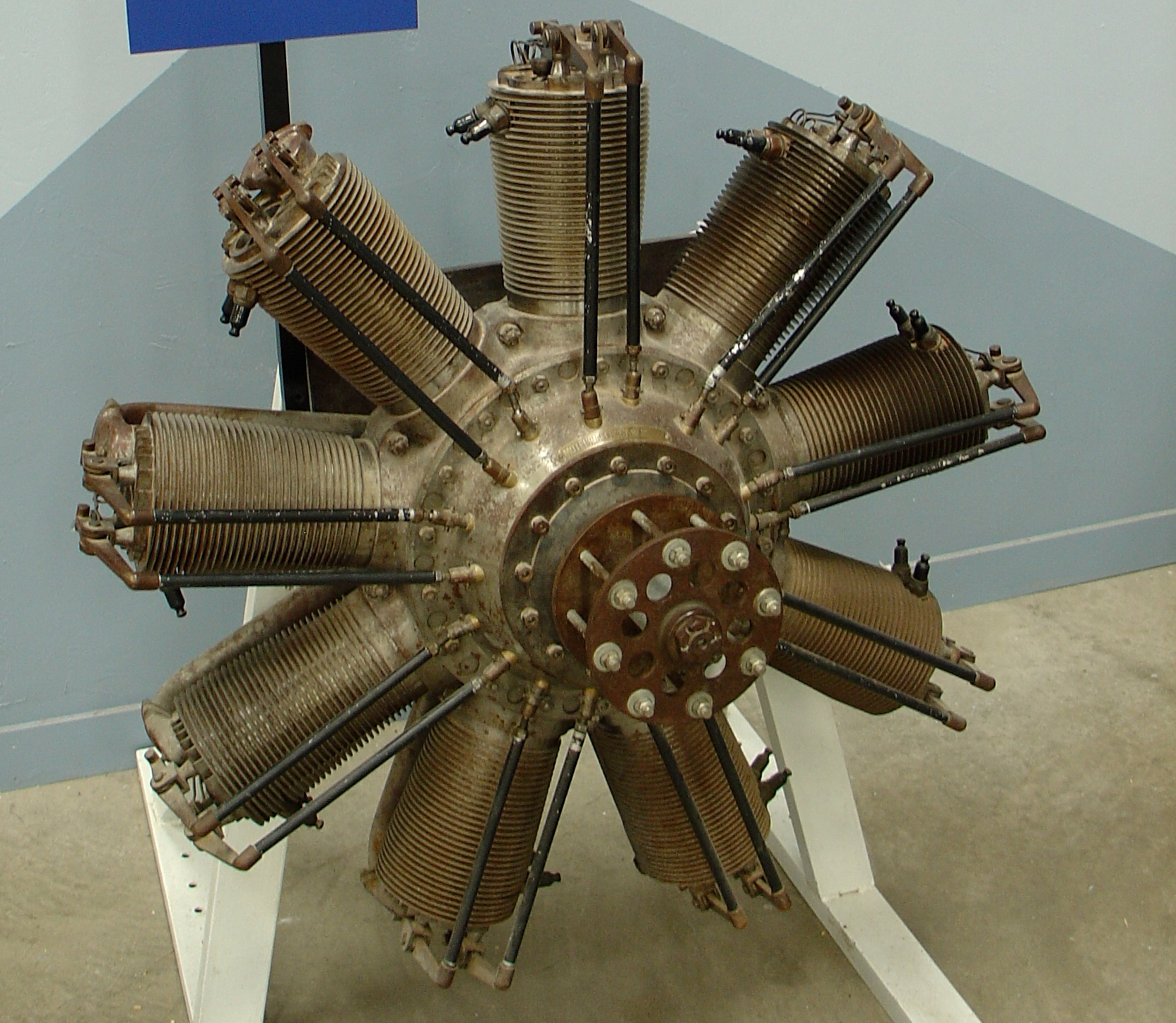
Moteur rotatif Clerget 9B

- Clerget 7Y, 1913, sept cylindres en étoile, puissance nominale 60 ch,
- Clerget 7Z (en), 1913, sept cylindres en étoile, puissance nominale 80 ch, puissance maximale 85 ch à 1200 tr/min, poids 106 kg.
- Clerget 9A, 1913, neuf cylindres en étoile, puissance nominale 110 ch,
- Clerget 9B (en), 1915, neuf cylindres en étoile, puissance nominale 130 ch, puissance maximale 135 ch à 1250 tr/min, poids 173 kg.
- Clerget 9Bf, neuf cylindres en étoile, puissance nominale 140 ch, puissance maximale 153 ch à 1250 tr/min, poids 173 kg.
- Clerget 9Z (en),
- Clerget 11Eb (en).

### Moteurs Diesel en étoile

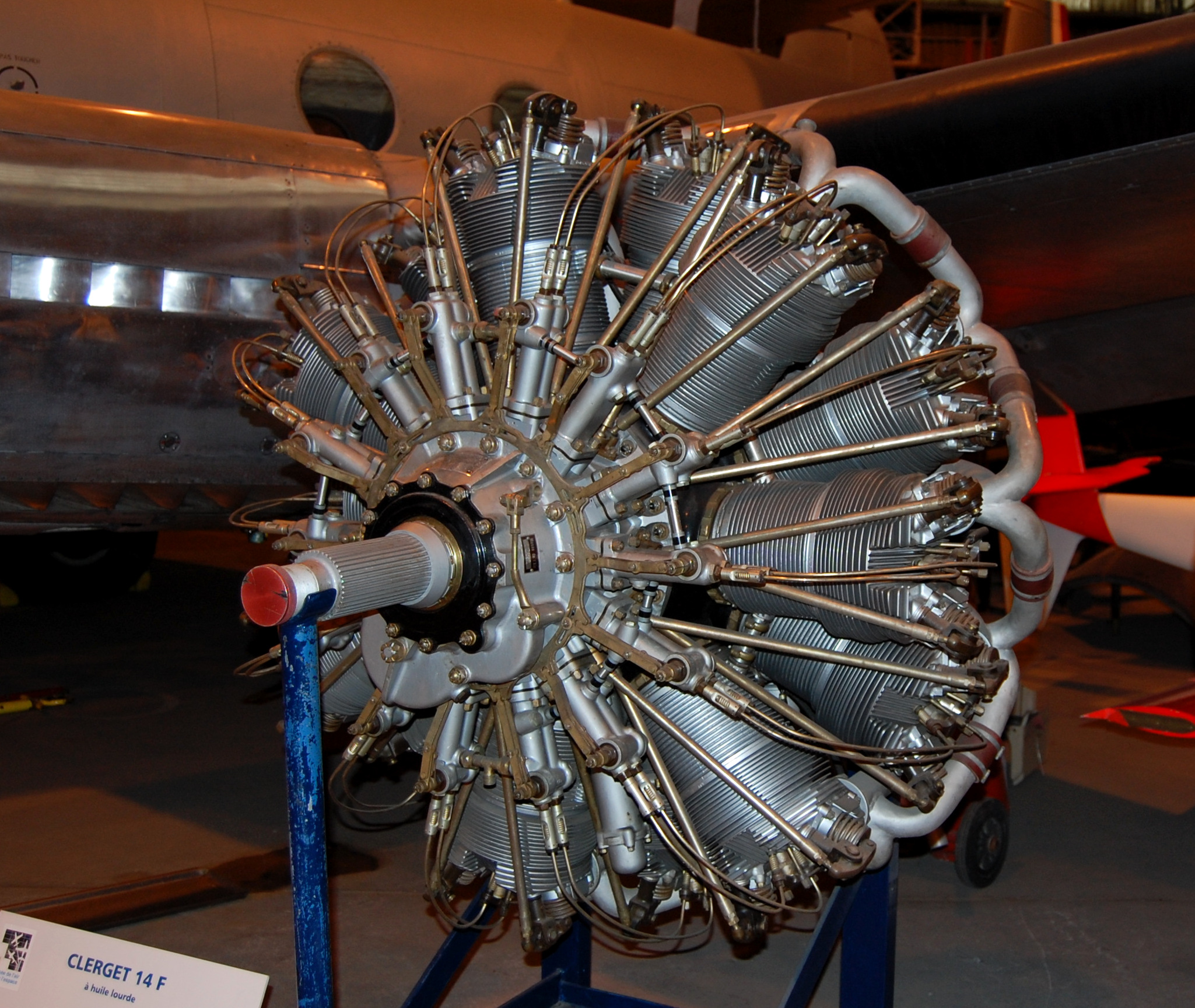
Moteur à huile lourde Clerget 14F.

- Clerget 9A (en),
- Clerget 14E puis Clerget 14F.

### Moteur Diesel en 'H'
- Clerget Type Transatlantique.